# Veneno en la piel (canción)
«Veneno en la piel» es una canción del grupo de pop-rock español Radio Futura publicada en 1990, incluido en su último álbum de estudio del mismo título.

## Descripción
Se lanzó como el primer sencillo del LP, alcanzando gran popularidad.
El tema ha sido clasificado por la revista Rolling Stone en el número 141 de las 200 mejores canciones del pop-rock español, según el ranking publicado en 2010, aunque el propio autor refiriéndose al tema, se manifestaba en estos términos: «Era como si fuese un tema de encargo, muy descarado, de esas de dos acordes. Lo que pasa es que a veces las cosas te traicionan y empiezan a funcionar. Con el tiempo, amigos músicos dicen que es muy molona».
La canción alcanzó el número uno de la lista de Los 40 Principales la semana del 26 de mayo de 1990.

## Versiones
La canción fue versionada por Andrés Calamaro para el álbum homenaje a Radio Futura Arde la calle, publicado en 2004. En 2010 fue versionada por la mexicana Edith Márquez para su álbum Pasiones de cabaret.

## Polémica
La banda denunció a la empresa Don Algodón por utilizar la canción con fines publicitarios (en la nota que enviaron a la prensa se destacaba precisamente que la canción «es una denuncia del consumismo y un aviso contra la intoxicación de las imágenes publicitarias, que tienden a servirse del lenguaje de los jóvenes y a invadir sus medios culturales, particularmente el musical»).